# アダマント
アダマント（英語: adamant）は、ダイヤモンドやその他の宝石、ある種の金属など非常に堅固な物質を示すのに使われる語である。アダマンティン（adamantine）とも表記される。

## 語
アダマントとダイヤモンドはともに「征服されない」（否定接頭辞 α- + δαμαω）を意味するギリシア語のアダマス（αδάμας）から派生した語である。
アダマンティン（adamantine）は、「アダマントの」「アダマントのような」を意味する英語の形容詞である。
日本語では金剛の訳を当てることがある。
現代の創作物では、アダマンチウム（adamantium : 語尾に  -ium をつける新ラテン語にならった金属名）やアダマンタイト（adamantite : 語尾に -ite をつける鉱石名）という変形もよく使われる。

## アダマントとは何か
『羅和辞典』（研究社）ではアダマスを鋼鉄としている。ヘシオドスの『神統記』でも鎌の材料とされているので鋼鉄と解するのが自然であると考えられるが、その後、非常に硬い天然素材であったダイアモンドを指すようになった。
ところが、中世にはアダマス / アダマントは磁石をも意味するようになった。ラテン語で動詞「愛する」を adamare といい、鉄をひきつける様子から磁石を lapis adamans（愛する石）と呼んだのが、さらに転じて adamas = 磁石となったのだという説がある。文献によってアダマントがダイヤモンドを示すのか磁石を示すのかはまちまちであり、意味合いは文脈から判断するしかない。
またアダマントと磁石の別の関連づけとして、アダマント（この場合はダイヤモンド）が磁力を阻害するという迷信がある。これは大プリニウスの『博物誌』第37巻15節やアウグスティヌスの『神の国』第5巻、トーマス・ブラウンの『プセウドドキシア・エピデミカ（荒唐世説）』第3巻に取り上げられており、西洋世界で広く信じられていたことがうかがえる。
今日では「ダイヤモンド」が最も硬い宝石を指して使われるので、「アダマント」は古めかしい、詩的・文飾的な用語になっている。しかし、漫画やゲームなどのフィクション作品では非常に硬い物質の名称として「アダマント」が多用されている。

## 物語の中のアダマント

### ギリシア神話
- ギリシア神話では、ティーターンのクロノスがアダマント製の鎌（ハルパー）を振るい、父親であるウーラノスを去勢した。アダマンティンの鎌ないし剣は、英雄ペルセウスによってゴルゴーンのメドゥーサの首を刎ねるのにも使われている。
- ギリシア悲劇『縛られたプロメテウス』のG・M・クックソンの英訳では、ヘーパイストス はプロメテウスを「ごつごつした岩に不壊なるアダマンティンにて縛めた」（to the jagged rocks in adamantine bonds infrangible）。
- ウェルギリウスの『アエネーイス』第4巻では、タルタロスにはアダマンティンの列柱に囲まれた軋む門があると書かれている。

### その他の神話・伝承
- ジョン・マンデヴィルの『東方旅行記』（14世紀）では、インドへの途上で、ダイヤモンドが成長したある物質についての言及がある。
- 欽定訳聖書（1611年）では「アダマント」の語はいくつかの詩で使われている。例として『エゼキエル書』3章9節「おまえの額を火打石より硬いアダマントのようにする」（As an adamant harder than flint have I made thy forehead）。のちの英訳では「アダマント」は「ダイヤモンド」に置き換わっている。なお、日本語訳聖書では新共同訳聖書が「ダイヤモンド」、文語訳聖書、新改訳聖書が「金剛石」である。

### フィクション
- ジョン・ミルトンの『失楽園』（1667年）の第1巻でサタンは追い落とされて「底なしの地獄、アダマンティンの鎖と戒めの炎の中に住まわされた」（to bottomless perdition, there to dwell in adamantine chains and penal fire）。第6巻ではサタンの盾は「十重のアダマント」、天使たちの鎧は「アダマンティン」と記述されている[3]。
- ジョナサン・スウィフトの『ガリヴァー旅行記』（1726年）第3部第3章では、ラピュータを浮遊させる巨大磁石として「厚さ二百ヤードのアダマントの一枚岩」（one even regular plate of adamant, shooting up to the height of about two hundred yards）が登場している[4]。
- マーベル・コミックの世界ではダイヤモンドを上回る硬度の物質としてアダマンチウム合金が存在している。
- 九井諒子による漫画作品である『ダンジョン飯』では、主要登場人物であるドワーフ族のセンシが愛用し、いつも持ち歩いている蓋付き鉄鍋が実はアダマント製であったことが作中で判明した（元々は楯だった）。